# Думбуя, Мамади
Мамади Думбуя (фр. Mamady Doumbouya; род. 4 марта 1980[…], Канкан) — гвинейский государственный и военный деятель, полковник, организовавший государственный переворот в Гвинее который положил конец правлению Альфа Конде. Был объявлен президентом Гвинеи 5 сентября 2021 года. Член группы спецназа и бывший французский легионер. Далее он объявил о приостановлении действия конституции и закрыл границы Гвинеи.

## Биография
Мамади Думбуя родился в регионе Канкан Гвинеи.
Думбуя был французским легионером, прежде чем он вернулся в Гвинею, чтобы возглавить группу спецназа, элитное военное подразделение, созданное Альфой Конде. Когда он вступил в должность, упоминался его международный опыт, в том числе обучение, которое он прошел в разных странах. Говорят, что в 2021 году он добивался большего авторитета для группы спецназа.

### Приход к власти
Думбуя был инициатором военного переворота в Гвинее в 2021 году, в ходе которой был задержан президент Гвинеи Альфа Конде. Думбуя выпустил передачу по государственному телевидению, в которой заявил, что его фракция распустила правительство и приостановила действие конституции.
5 сентября 2021 года он обратился к нации по государственному телевидению, заявив, что военные захватили власть и что президент Альфа Конде задержан. Он также сказал, что Национальный комитет примирения и развития (CNRD) был вынужден взять на себя свою ответственность из-за «тяжелой политической ситуации в нашей стране, инструментализации судебной системы, несоблюдения демократических принципов, крайней политизации государственного управления, а также бедности и коррупции».
1 октября 2021 года Думбуя был приведён к присяге в качестве временного президента.

## Семья
Женат на француженке, имеет троих детей.